# 군산 경기화학약품상사 저장탱크
군산 경기화학약품상사 저장탱크은 대한민국 전북특별자치도 군산시 장미동에 있는 산업시설이다. 2018년 8월 6일 대한민국의 국가등록문화재 제719-5호로 지정되었다.

## 개요
경기화학약품상사 저장탱크는 1972년에 철판으로 제작된 지름 약 23m 크기의 원통형 구조물로서, 현재 당밀저장탱크로 사용되고 있다. 군산내항의 성격과 기능 변화를 보여주는 해방 후에 건립된 산업시설로서의 역사적 가치가 있다.

## 같이 보기
- 군산 내항 역사문화공간

## 참고 자료
- 군산 경기화학약품상사 저장탱크 - 국가유산청 국가유산포털